# Morsang-sur-Seine
Ne doit pas être confondu avec Morsang-sur-Orge.
Morsang-sur-Seine (prononcé [mɔʁsɑ̃ syʁ sɛn] ) est une commune française située à trente-quatre kilomètres au sud-est de Paris dans le département de l'Essonne en région Île-de-France.
Ses habitants sont appelés les Morsandiaux.

## Géographie

### Situation
| Type d’occupation           | Pourcentage | Superficie (en hectares) |
| --------------------------- | ----------- | ------------------------ |
| Espace urbain construit     | 9,8 %       | 43,59                    |
| Espace urbain non construit | 12,2 %      | 54,12                    |
| Espace rural                | 78,0 %      | 347,18                   |
| Source : Iaurif             |             |                          |

Morsang-sur-Seine est située à trente-quatre kilomètres au sud-est de Paris-Notre-Dame, point zéro des routes de France, huit kilomètres au sud-est d'Évry, cinq kilomètres au sud-est de Corbeil-Essonnes, quatorze kilomètres au nord-est de La Ferté-Alais, dix-huit kilomètres à l'est d'Arpajon, dix-huit kilomètres au sud-est de Montlhéry, dix-neuf kilomètres au nord-est de Milly-la-Forêt, vingt-quatre kilomètres au sud-est de Palaiseau, vingt-neuf kilomètres au nord-est d'Étampes, trente-six kilomètres au nord-est de Dourdan.

### Hydrographie
- Inscrit dans un large méandre de la Seine, le village présente vers l'aval une large plaine et en amont une falaise abrupte, « fours à chaux », recouverte par la forêt régionale de Rougeau. On peut traverser le fleuve au niveau de l'écluse pour rejoindre Le Coudray-Montceaux ;
- le ravin du Gouffre, 4,86 km[14], affluent de la Seine.

### Climat
Pour des articles plus généraux, voir Climat de l'Île-de-France et Climat de l'Essonne.
En 2010, le climat de la commune est de type climat océanique dégradé des plaines du Centre et du Nord, selon une étude du CNRS s'appuyant sur une série de données couvrant la période 1971-2000. En 2020, Météo-France publie une typologie des climats de la France métropolitaine dans laquelle la commune est exposée à un climat océanique altéré et est dans la région climatique  Sud-ouest du bassin Parisien, caractérisée par une faible pluviométrie, notamment au printemps (120 à 150 mm) et un hiver froid (3,5 °C). 
Pour la période 1971-2000, la température annuelle moyenne est de 11,4 °C, avec une amplitude thermique annuelle de 15,5 °C. Le cumul annuel moyen de précipitations est de 669 mm, avec 10,9 jours de précipitations en janvier et 7,7 jours en juillet. Pour la période 1991-2020, la température moyenne annuelle observée sur la station météorologique la plus proche, située sur la commune de Seine-Port à 5 km à vol d'oiseau, est de 11,3 °C et le cumul annuel moyen de précipitations est de 673,1 mm,. Pour l'avenir, les paramètres climatiques de la commune estimés pour 2050 selon différents scénarios d'émission de gaz à effet de serre sont consultables sur un site dédié publié par Météo-France en novembre 2022.
| Mois                                  | jan.           | fév.             | mars          | avril           | mai             | juin          | jui.            | août           | sep.            | oct.            | nov.           | déc.             | année     |
| ------------------------------------- | -------------- | ---------------- | ------------- | --------------- | --------------- | ------------- | --------------- | -------------- | --------------- | --------------- | -------------- | ---------------- | --------- |
| Température minimale moyenne (°C)     | 1              | 0,5              | 2,5           | 4,5             | 8,2             | 11            | 13,1            | 12,7           | 9,5             | 7               | 3,7            | 1,3              | 6,3       |
| Température moyenne (°C)              | 4              | 4,5              | 7,6           | 10,5            | 14,3            | 17,3          | 19,5            | 19,3           | 15,6            | 11,8            | 7,2            | 4,2              | 11,3      |
| Température maximale moyenne (°C)     | 7              | 8,5              | 12,8          | 16,4            | 20,3            | 23,6          | 25,9            | 25,8           | 21,6            | 16,5            | 10,7           | 7,1              | 16,4      |
| Record de froid (°C) date du record   | −20 17.01.1985 | −17,3 14.02.1956 | −12 01.03.05  | −7 04.04.1973   | −2 08.05.1997   | 1 04.06.01    | 3,4 08.07.1954  | 1,9 28.08.1974 | −1,7 17.09.1971 | −5,5 29.10.1997 | −11 24.11.1998 | −15,1 29.12.1964 | −20 1985  |
| Record de chaleur (°C) date du record | 17 13.01.1998  | 21,5 24.02.1990  | 27 25.03.1955 | 30,2 29.04.1955 | 33,6 28.05.1954 | 37,5 27.06.11 | 40,4 01.07.1952 | 40,5 12.08.03  | 34,2 16.09.1961 | 30,5 01.10.1985 | 23 01.11.14    | 18 04.12.1953    | 40,5 2003 |
| Précipitations (mm)                   | 52,3           | 46,9             | 48,4          | 50,9            | 63,7            | 60,1          | 54,6            | 53,4           | 52,3            | 60,9            | 60,3           | 69,3             | 673,1     |

## Urbanisme

### Typologie
Au 1er janvier 2024, Morsang-sur-Seine est catégorisée commune rurale à habitat dispersé, selon la nouvelle grille communale de densité à sept niveaux définie par l'Insee en 2022.
Elle appartient à l'unité urbaine de Paris, une agglomération inter-départementale regroupant 407  communes, dont elle est une commune de la banlieue,,. Par ailleurs la commune fait partie de l'aire d'attraction de Paris, dont elle est une commune de la couronne,. Cette aire regroupe 1 929 communes,.

## Toponymie
Murcinctum au IXe siècle, Morcentum en 1481, Morcent, Morsan, Morcenc.
Le lieu était auparavant appelé Murocinctus en latin qui signifie « ceint de murs ». La commune fut créée en 1793 avec son nom actuel.

## Histoire
Alfred Jarry a mentionné le village de Morsang-sur-Seine en imaginant "la Bataille de Morsang" dans sa nouvelle La Fée Dragonne. L'écrivain séjournait en effet régulièrement sur la rive opposée au village.

## Population et société

### Démographie

#### Évolution démographique
L'évolution du nombre d'habitants est connue à travers les recensements de la population effectués dans la commune depuis 1793. Pour les communes de moins de 10 000 habitants, une enquête de recensement portant sur toute la population est réalisée tous les cinq ans, les populations de référence des années intermédiaires étant quant à elles estimées par interpolation ou extrapolation. Pour la commune, le premier recensement exhaustif entrant dans le cadre du nouveau dispositif a été réalisé en 2005.

En 2022, la commune comptait 584 habitants, en évolution de +8,15 % par rapport à 2016 (Essonne : +2,89 %, France hors Mayotte : +2,11 %).
| 1793 | 1800 | 1806 | 1821 | 1831 | 1836 | 1841 | 1846 | 1851 |
| ---- | ---- | ---- | ---- | ---- | ---- | ---- | ---- | ---- |
| 133  | 126  | 130  | 129  | 158  | 156  | 157  | 153  | 149  |

| 1856 | 1861 | 1866 | 1872 | 1876 | 1881 | 1886 | 1891 | 1896 |
| ---- | ---- | ---- | ---- | ---- | ---- | ---- | ---- | ---- |
| 143  | 149  | 111  | 132  | 182  | 178  | 185  | 141  | 153  |

| 1901 | 1906 | 1911 | 1921 | 1926 | 1931 | 1936 | 1946 | 1954 |
| ---- | ---- | ---- | ---- | ---- | ---- | ---- | ---- | ---- |
| 143  | 157  | 124  | 132  | 127  | 115  | 119  | 102  | 146  |

| 1962 | 1968 | 1975 | 1982 | 1990 | 1999 | 2005 | 2006 | 2010 |
| ---- | ---- | ---- | ---- | ---- | ---- | ---- | ---- | ---- |
| 127  | 159  | 162  | 287  | 350  | 380  | 492  | 502  | 510  |

| 2015 | 2020 | 2022 | - | - | - | - | - | - |
| ---- | ---- | ---- | - | - | - | - | - | - |
| 547  | 561  | 584  | - | - | - | - | - | - |

#### Pyramide des âges
En 2018, le taux de personnes d'un âge inférieur à 30 ans s'élève à 31,1 %, soit en dessous de la moyenne départementale (39,9 %). À l'inverse, le taux de personnes d'âge supérieur à 60 ans est de 26,4 % la même année, alors qu'il est de 20,1 % au niveau départemental.
En 2018, la commune comptait 287 hommes pour 251 femmes, soit un taux de 53,35 % d'hommes, largement supérieur au taux départemental (48,98 %).
Les pyramides des âges de la commune et du département s'établissent comme suit.
| Hommes | Classe d’âge | Femmes |
| ------ | ------------ | ------ |
| 0,3    | 90 ou +      | 2,7    |
| 4,3    | 75-89 ans    | 5,0    |
| 23,0   | 60-74 ans    | 17,2   |
| 27,3   | 45-59 ans    | 30,2   |
| 13,7   | 30-44 ans    | 14,1   |
| 18,0   | 15-29 ans    | 14,8   |
| 13,3   | 0-14 ans     | 16,0   |

| Hommes | Classe d’âge | Femmes |
| ------ | ------------ | ------ |
| 0,5    | 90 ou +      | 1,4    |
| 5,4    | 75-89 ans    | 7,2    |
| 12,9   | 60-74 ans    | 13,9   |
| 20     | 45-59 ans    | 19,4   |
| 19,9   | 30-44 ans    | 20,1   |
| 20     | 15-29 ans    | 18,2   |
| 21,3   | 0-14 ans     | 19,8   |

## Politique et administration

### Politique locale
La commune de Morsang-sur-Seine est rattachée au canton d'Épinay-sous-Sénart, représenté par les conseillers départementaux Damien Allouch (PS et Annick Dischbein (PS), à l'arrondissement d’Évry et à la neuvième circonscription de l'Essonne, représentée par le député Thierry Mandon (PS).
L'Insee attribue à la commune le code 91 2 32 435. La commune de Morsang-sur-Seine est enregistrée au répertoire des entreprises sous le code SIREN 219 104 353. Son activité est enregistrée sous le code APE 8411Z.

### Liste des maires
| Période                                  | Période  | Identité        | Étiquette | Qualité              |
| ---------------------------------------- | -------- | --------------- | --------- | -------------------- |
| 2001                                     | en cours | François Fuseau | UMP       | Administrateur civil |
| Les données manquantes sont à compléter. |          |                 |           |                      |

### Tendances et résultats politiques
Élections présidentielles, résultats des deuxièmes tours :
- Élection présidentielle de 2002 : 81,56 % pour Jacques Chirac (RPR), 18,44 % pour Jean-Marie Le Pen (FN), 82,91 % de participation[38].
- Élection présidentielle de 2007 : 73,45 % pour Nicolas Sarkozy (UMP), 26,55 % pour Ségolène Royal (PS), 90,00 % de participation[39].
- Élection présidentielle de 2012 : 72,98 % pour Nicolas Sarkozy (UMP), 27,02 % pour François Hollande (PS), 91,03 % de participation[40].

Élections législatives, résultats des deuxièmes tours :
- Élections législatives de 2002 : 76,67 % pour Georges Tron (UMP), 23,33 % pour Florence Léon-Ploquin (PS), 61,40 % de participation[41].
- Élections législatives de 2007 : 78,25 % pour Georges Tron (UMP), 21,75 % pour Thierry Mandon (PS), 65,84 % de participation[42].
- Élections législatives de 2012 : 74,48 % pour Georges Tron (UMP), 25,52 % pour Thierry Mandon (PS), 66,45 % de participation[43].

Élections européennes, résultats des deux meilleurs scores :
- Élections européennes de 2004 : 36,45 % pour Patrick Gaubert (UMP), 14,49 % pour Marielle de Sarnez (UDF), 51,80 % de participation[44].
- Élections européennes de 2009 : 49,59 % pour Michel Barnier (UMP), 18,29 % pour Daniel Cohn-Bendit (Europe Écologie), 56,73 % de participation[45].
- Élections européennes de 2014 : 32,52 % pour Alain Lamassoure (UMP), 23,43 % pour Aymeric Chauprade (FN), 58,50 % de participation[46].

Élections régionales, résultats des deux meilleurs scores :
- Élections régionales de 2004 : 64,71 % pour Jean-François Copé (UMP), 23,53 % pour Jean-Paul Huchon (PS), 63,92 % de participation[47].
- Élections régionales de 2010 : 74,70 % pour Valérie Pécresse (UMP), 25,30 % pour Jean-Paul Huchon (PS), 58,19 % de participation[48].

Élections cantonales, résultats des deuxièmes tours :
- Élections cantonales de 2001 : données manquantes.
- Élections cantonales de 2008 : 79,35 % pour François Fuseau (UMP), 12,68 % pour Romain Desforges (PS), 64,60 % de participation[49].

Élections municipales, résultats des deuxièmes tours :
- Élections municipales de 2001 : données manquantes.
- Élections municipales de 2008 : 271 voix pour Olivier Perrin (?), 270 voix pour Caroline Megrot (?), 69,98 % de participation[50].

Référendums :
- Référendum de 2000 relatif au quinquennat présidentiel : 73,57 % pour le Oui, 26,43 % pour le Non, 43,35 % de participation[51].
- Référendum de 2005 relatif au traité établissant une Constitution pour l'Europe : 63,21 % pour le Oui, 36,79 % pour le Non, 71,56 % de participation[52].

### Enseignement
La commune de Morsang-sur-Seine est rattachée à l'académie de Versailles. Elle dispose sur son territoire de l'école élémentaire des Montelièvres.

### Jumelages
La commune de Morsang-sur-Seine n'a développé aucune association de jumelage.

## Vie quotidienne à Morsang-sur-Seine

### Lieux de culte

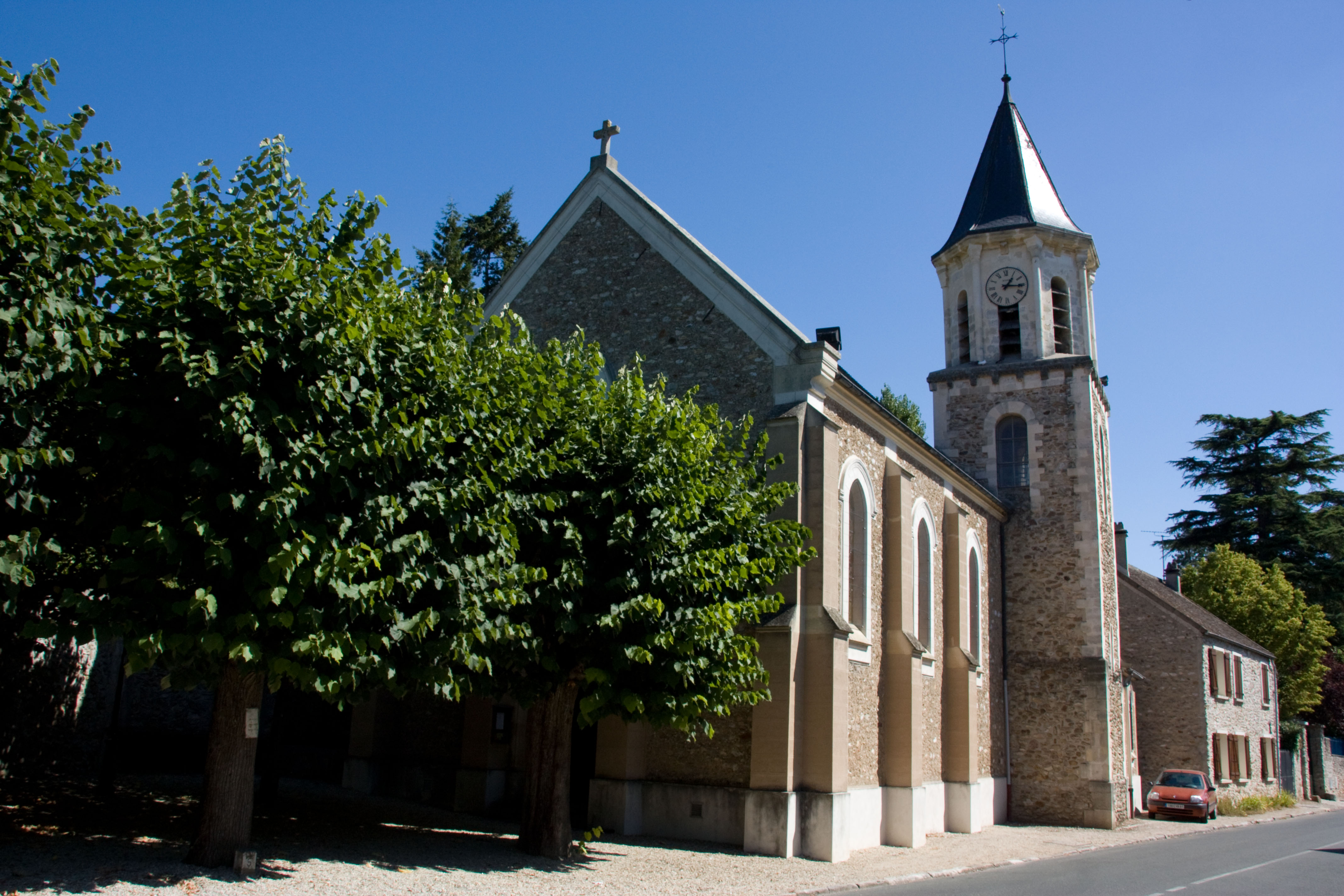
L'église Saint-Germain.

La paroisse catholique de Morsang-sur-Seine est rattachée au secteur pastoral de Corbeil-Saint-Germain et au diocèse d'Évry-Corbeil-Essonnes. Elle dispose de l'église Saint-Germain.

### Médias
L'hebdomadaire Le Républicain relate les informations locales. La commune est en outre dans le bassin d'émission des chaînes de télévision France 3 Paris Île-de-France Centre, IDF1 et Téléssonne intégré à Télif.

## Économie

### Emplois, revenus et niveau de vie
En 2006, le revenu fiscal médian par ménage était de 31 089 €, ce qui plaçait la commune au 51e rang parmi les 30 687 communes de plus de cinquante ménages que compte le pays et au cinquième rang départemental.
| Répartition des emplois par catégories socioprofessionnelles en 2006. |              |                                           |                                                   |                            |                          |                           |
|                                                                       | Agriculteurs | Artisans, commerçants, chefs d’entreprise | Cadres et professions intellectuelles supérieures | Professions intermédiaires | Employés                 | Ouvriers                  |
| Morsang-sur-Seine                                                     | -            | -                                         | -                                                 | -                          | -                        | -                         |
| Zone d’emploi d’Évry                                                  | 0,3 %        | 4,0 %                                     | 20,2 %                                            | 29,6 %                     | 28,2 %                   | 17,7 %                    |
| Moyenne nationale                                                     | 2,2 %        | 6,0 %                                     | 15,4 %                                            | 24,6 %                     | 28,7 %                   | 23,2 %                    |
| Répartition des emplois par secteurs d’activités en 2006.             |              |                                           |                                                   |                            |                          |                           |
|                                                                       | Agriculture  | Industrie                                 | Construction                                      | Commerce                   | Services aux entreprises | Services aux particuliers |
| Morsang-sur-Seine                                                     | -            | -                                         | -                                                 | -                          | -                        | -                         |
| Zone d’emploi d’Évry                                                  | 0,9 %        | 13,5 %                                    | 5,4 %                                             | 14,6 %                     | 16,2 %                   | 6,9 %                     |
| Moyenne nationale                                                     | 3,5 %        | 15,2 %                                    | 6,4 %                                             | 13,3 %                     | 13,3 %                   | 7,6 %                     |
| Sources : Insee,                                                      |              |                                           |                                                   |                            |                          |                           |

## Culture locale et patrimoine

### Patrimoine environnemental
Les berges de la Seine et la forêt au nord du territoire ont été recensés au titre des espaces naturels sensibles par le conseil départemental de l'Essonne.

### Lieux et monuments
Le clocher de l'église Saint-Germain a été inscrit aux monuments historiques le 17 février 1950.

### Personnalités liées à la commune
Différents personnages publics sont nés, décédés ou ont vécu à Morsang-sur-Seine :
- Saint-Marc Girardin (1801-1873), homme politique, y est mort.
- Rubens Duval (1839-1911), orientaliste.
- Georges Izard (1903-1973), écrivain et académicien, y est inhumé.
- Georges Simenon (1903-1989), écrivain, y séjourne à bord de son cotre fécampois l’Ostrogoth et y rédige en mai 1931 la nouvelle La Folle d'Itteville.
- René Lasserre (1912-2006), restaurateur, y a vécu et y est décédé.
- Michel Carage (1921-2008), résistant, y est inhumé.

### Héraldique
| Blason de Morsang-sur-Seine | Blason  | Coupé-ondé d'azur à une grappe de raisin feuillée d'or senestrée d'un mont isolé du même, et d'argent à une nef de gueules habillée du champ. |
| Blason de Morsang-sur-Seine | Détails | Le statut officiel du blason reste à déterminer.                                                                                              |

### Morsang-sur-Seine dans les arts et la culture
- Alfred Jarry a écrit La bataille de Morsang.
- Georges Simenon situe à Morsang, le déroulement de l'une de ses enquêtes du commissaire Maigret : Georges Simenon, La guinguette à deux sous, Paris, Fayard, 1931.